# Kubousa colvillei
Kubousa colvillei är en skalbaggsart som beskrevs av Dombrow 2007. Kubousa colvillei ingår i släktet Kubousa och familjen Melolonthidae. Inga underarter finns listade i Catalogue of Life.